# Paradise Lost 3: Purgatory
Paradise Lost 3: Purgatory (Deutsch: "Verlorenes Paradies 3: Fegefeuer") ist ein Dokumentarfilm aus dem Jahr 2011 und eine Fortsetzung der Filme  Paradise Lost: The Child Murders at Robin Hood Hills und Paradise Lost 2: Revelations. Die drei Filme erzählen die Verhaftung, die 18 Jahre in Haft und die letztendliche Entlassung von Damien Echols, Jason Baldwin und Jessie Misskelley, auch bekannt als die West Memphis Three. Die ersten beiden Filme, bei denen Joe Berlinger und Bruce Sinofsky Regie führten, spielten eine wichtige Rolle in der Erzeugung von öffentlicher Aufmerksamkeit, Bewusstsein und Unterstützung der Unschuld der West Memphis Three. Die erste Ausstrahlung des dritten Teils fand am 12. Januar 2012 auf dem Kabelkanal HBO statt. 

## Beschreibung
Joe Berlinger und Bruce Sinofsky aktualisieren den Fall der West Memphis Three seit der Veröffentlichung von Paradise Lost 2: Revelations im Jahr 2000. Die Verteidigung von Damien Echols beauftragte einige der renommiertesten forensischen Wissenschaftler, um DNA und andere Beweise zu sammeln, die seit den Verhandlungen im Jahr 1994 nicht mehr getestet wurden, in der Hoffnung, den Prozess neu aufrollen zu können. Die Verteidigung und die Unterstützer von Echols, Jason Baldwin und Jessie Misskelley enthüllten neue Details, die während der Verhandlung auftraten und zu den Schuldsprüchen gegen sie führten. Ein wichtiger Punkt ist der Vorwurf des Fehlverhaltens der Jury, da der Vorsitzende der Jury den Fall mit jedem Rechtsanwalt während des Echols-Baldwin-Prozesses diskutierte und dabei das Geständnis von Misskelley in seine Überlegung einbezog, obwohl es nicht als Beweis zugelassen worden war. Die forensischen Experten fanden DNA und eine neue Zeugin, die den Verdacht auf Terry Hobbes lenkte, den Stiefvater eines der Mordopfer. Ein in den Fesseln eines Opfers gefundenes Haar passte zu ihm, er erzählte mehrere widersprüchliche Geschichten über seinen Aufenthaltsort während der Zeit der Morde, und er war seiner Frau und eventuell auch seinem Stiefsohn gegenüber gewalttätig geworden. Während viele davon überzeugt waren, dass er als Verdächtiger in Betracht gezogen werden sollte, hatte ihn das Polizeirevier von West Memphis lediglich als Zeugen befragt und sah ihn nicht als Verdächtigen.
Appellationen für einen neuen Prozess, basierend auf den neuen Beweisen, wurden vom Richter des Ursprungsverfahrens abgelehnt. Jedoch widerrief der Arkansas Supreme Court im November 2010 dieses Urteil und setzte für Dezember 2011 eine Anhörung der Beweise an, um zu entscheiden, ob die Beweislage für einen neuen Prozess ausreicht. Dies brachte neue Hoffnung für die Verteidigung und ihre Unterstützer, zu einem fairen Prozess zu kommen. Doch im August 2011, vier Monate vor der Anhörung, verhandelten die Staatsanwälte und die Anwälte der Verteidigung über ein Vorwandabkommen, welches den Männern ein Freikommen aus der Haft ermöglichen würde, zu der Bedingung, dass diese auf schuldig plädierten, wobei sie jedoch ihre Unschuld beibehalten könnten. Sie akzeptierten widerwillig das Abkommen, worauf sie nach 18 Jahren und 78 Tagen aus dem Gefängnis freikamen.

## Veröffentlichung
Ursprünglich war angenommen worden, dass auch dieser Film mit drei inhaftierten Männern enden würde. Die Premiere auf HBO wurde zuerst auf November 2011 gelegt. Die Weltpremiere des Films wurde für das Toronto International Film Festival im September 2011 angekündigt.
Aufgrund der plötzlichen Freilassung am 19. August, entschieden die Filmemacher, den Film für weitere zwei Monate hinauszuzögern, um der Serie ein definitives Ende und eine Kinoveröffentlichung zu geben, und damit die Qualifikation für den besten Dokumentarfilm bei den Oscars 2012 zu ermöglichen. Die Interviews mit den freigelassenen West Memphis Three, die in der nachgeschnittenen Version vorkommen, wurden ab dem Tag nach der Freilassung gedreht. Die Originalversion des Films lief trotzdem auf dem Toronto International Film Festival, während die nachgeschnittene Version am 10. Oktober 2011 auf dem New York Film Festival ihre Premiere feierte. Die drei Männer, begleitet von ihren Familien, Anwälten und Unterstützern, nahmen an der Veranstaltung teil.
Am 24. Januar 2012 wurde Paradise Lost 3: Purgatory mit vier weiteren Dokumentarfilmen für den Oscar 2012 in der Kategorie Bester Dokumentarfilm nominiert.